# Moltke-Linde
Die Moltke-Linde (Tilia × moltkei) ist eine Laubbaum-Art aus der Gattung der Linden (Tilia) in der Familie der Malvengewächse (Malvaceae). Diese Lindenart ist eine bei der Baumschule Späth in Berlin vor 1880 entstandene Hybride aus der Amerikanischen Linde (Tilia americana) mit der Hänge-Silber-Linde (Tilia tomentosa 'Petiolaris'); letztere ist eine Zuchtform der Silber-Linde (Tilia tomentosa).

## Beschreibung
Die Moltke-Linde ist ein laubabwerfender Baum, der eine lockere Baumkrone ausbildet.
Die jungen Zweige sind kahl oder nur leicht behaart. Die Blätter sind rund bis eiförmig und bis 25 mal 15 cm groß. Die Blätter ähneln denen der Amerikanischen Linde, sind aber im Gegensatz zu dieser auf der Unterseite sowie am Blattstiel dicht grau behaart und auf der Oberseite dunkelgrün.

## Verbreitung
Diese Hybride wird in Deutschland selten als Parkbaum gepflanzt.

## Name
Die Hybride ist nach Helmuth Karl Bernhard von Moltke benannt.